# 26 Years
26 Years (en hangul: 26 년; RR: 26 Nyeon) es una película surcoreana de 2012 dirigida por Cho Geun-hyun y protagonizada por Jin Goo, Han Hye-jin, Bae Soo-bin y Lim Seul-ong. Está basada en el popular manhwa de 2006 serializado en línea por el manhwaga Kang Full. Es la historia ficticia de cinco personas comunes (una tiradora deportiva, un gánster, un policía, un hombre de negocios y el jefe de una empresa de seguridad privada) que se unen para exigir que pida perdón y, si no lo hace, asesinar al expresidente del país responsable de la masacre de civiles inocentes en Gwangju en mayo de 1980.

## Sinopsis
La historia parte de uno de los acontecimientos más trágicos de la reciente historia surcoreana. El 18 de mayo de 1980, en la ciudad de Gwangju, unidades del ejército dispararon sobre civiles que se manifestaban exigiendo la democratización del país, matando e hiriendo a miles de personas. Se cree que el presidente Chun Doo-hwan, que había accedido al poder tras un golpe de Estado, fue quien dio la orden, y a pesar de que no es nombrado explícitamente en la película, el objetivo del plan de castigo de los protagonistas puede identificarse con certeza en Chun, que fue condenado en 1996 por los delitos relacionados con la masacre, aunque pocos años después recibió el perdón del presidente Kim Dae-jung y quedó en libertad.
26 años después, en 2006, cinco personas que se consideran de un modo u otro víctimas de la masacre traman un proyecto secreto para vengarse del responsable. Kwon Jung-hyuk es un policía recién reclutado que perdió a su familia en la masacre; ahora es responsable de los coches que tienen acceso a la casa del objetivo. Kwak Jin-bae es un jefe de un grupo del crimen organizado cuyo padre también fue asesinado. También participan la tiradora deportiva Shim Mi-jin, el director ejecutivo de una gran empresa y el director de una empresa de seguridad privada. Como expresidente, «ese hombre» innominado vive bajo protección policial en un distrito acomodado de Seúl, pero gracias a una combinación de ingenio, habilidad y dinero bien colocado, pueden llegar a distancia de tiro de su objetivo.

## Reparto
- Jin Goo como Kwak Jin-bae, gánster, segundo jefe de una banda criminal.[7]
- Han Hye-jin como Shim Mi-jin, una joven atleta miembro del equipo nacional de tiro.[8][9][10]
- Lim Seul-ong como Kwon Jung-hyuk, policía en Seúl.[11]
- Bae Soo-bin como Kim Joo-ahn, director de una empresa de seguridad.
- Lee Geung-young como Kim Gap-se, presidente de una empresa, fue soldado durante los hechos de Gwangju.
- Jang Gwang como «ese hombre» (trasunto del expresidente Chun).
- Jo Deok-jae como Ma Sang-ryul.
- Kim Eui-sung como el jefe Choi.
- Ahn Suk-hwan como Ahn Soo-ho.
- Lee Mi-do como la madre de Kwak Jin-bae.
- Kim Min-jae como el sargento Park.
- Chun Woo-hee como la hermana mayor de Kwon Jung-hyuk.
- Han Sa-myung como el policía novato.
- Choi Gwi-hwa como jefe de equipo de policías.[12]
- Lee Sol-gu como el padre de Jian-bae.
- Park Hyuk-kwon como el fiscal Kang.
- Kim Sun-hwa como la jefa del restaurante.

## Producción
El webtoon de Kang Full ilustró la brutal represión por parte de la administración dictatorial de la época, poniendo énfasis en la superación de las barreras interpersonales y sociales. La historia narrada en la película se aparta en el final del webtoon.
La parte inicial de la película, que narra los antecedentes de cada uno de los protagonistas, es de animación y está realizada por Oh Sung-yoon.
En 2008, la película estaba originalmente programada para ser dirigida por Lee Hae-young, basándose en su propio guion adaptado titulado 29 Years, con Ryoo Seung-bum, Kim Ah-joong, Jin Goo, Chun Ho-jin y Byun Hee-bong como protagonistas. Pero la producción se detuvo una vez que los inversores se retiraron de la financiación de la película diez días antes de que comenzara el rodaje, debido a su controvertido contenido políticamente sensible, y corrieron los rumores de que había sido el gobierno conservador el que presionó para ello.
Después de casi cuatro años de languidecer en el limbo de la preproducción a causa de estas dificultades financieras, se recurrió a las donaciones en línea, que llegaron por parte de 15.000 personas por valor de 700 millones de wones (646.000 dólares). El cantante Lee Seung-hwan contribuyó con otros 1.000 millones de wones (923.000 dólares), frente a un presupuesto de 4.600 millones de wones de la película. Otro inversor fue la personalidad de televisión Kim Je-dong. La financiación colectiva permitió a la producción finalmente comenzar a filmar el guion de Lee con un nuevo reparto y director el 19 de julio de 2012. El rodaje concluyó el 10 de octubre de 2012. Los créditos finales de la película duran más de 10 minutos, ya que incluyen los nombres de los 15.000 donantes. El director Cho Geun-hyun dijo en la conferencia de prensa de la película: "Cuando uno hace algo terriblemente mal y lastima a otros, al menos debe disculparse. E incluso si elige no hacerlo, debe ser castigado por lo que ha hecho. Esto es sentido común, no una idea política ".

## Taquilla
La película se presentó con un concierto en la plaza del Ayuntamiento de Seúl el 17 de noviembre de 2012, en el que intervinieron el grupo Rose Motel y el cantante  Lee Seung-hwan, además del director, el productor y algunos de los protagonistas.
Se estrenó el 29 del mismo mes con gran fuerza, arrebatando el primer lugar al éxito de taquilla A Werewolf Boy; se vendieron 1.108.714 entradas en solo una semana desde su lanzamiento. Alcanzó los 2,5 millones de billetes a mediados de diciembre de 2012, lo que dio como resultado un total de casi 3 millones en enero de 2013.

## Recepción
Según el crítico Jeong Ji-wook, la película no es tan tensa como su material original, pero agrega que «la sola idea de que los personajes se vengan de un presidente que aún está vivo despierta la curiosidad de la gente, y la escena de los intentos de tiroteo a plena luz del día y las secuencias de acción finales realmente ponen al espectador un nudo en el estómago». Otro crítico, Heo Ji-woong, ha señalado que las dificultades de producción de la película (financiación, cambios de director y reparto) y el apresuramiento final en el rodaje han influido negativamente en la calidad de la misma.

## Premios y nominaciones
| Año  | Premio                  | Categoría                  | Candidato     | Resultado | Ref. |
| ---- | ----------------------- | -------------------------- | ------------- | --------- | ---- |
| 2013 | Baeksang Arts Awards    | Mejor actor revelación     | Lim Seul-ong  | Nominado  |      |
| 2013 | Baeksang Arts Awards    | Mejor director revelación  | Cho Geun-hyun | Nominado  |      |
| 2013 | Buil Film Awards        | Mejor actor                | Jin Goo       | Nominado  |      |
| 2013 | Buil Film Awards        | Mejor actor de reparto     | Jang Gwang    | Nominado  |      |
| 2013 | Buil Film Awards        | Mejor director revelación  | Cho Geun-hyun | Nominado  |      |
| 2013 | Blue Dragon Film Awards | Mejor actor revelación     | Lim Seul-ong  | Nominado  |      |
| 2014 | Golden Cinema Festival  | Premio Especial del Jurado | Jin Goo       | Ganador   |      |